# Fußball-Oberliga Baden-Württemberg (Frauen)
Die Oberliga Baden-Württemberg ist eine seit 1996 bestehende Spielklasse im deutschen Frauenfußball. Seit der Wiedereinführung der Regionalliga Süd zur Saison 2007/08 ist die Oberliga die vierthöchste Liga im deutschen Ligensystem der Frauen.

## Geschichte
Von 1996/97 bis 2000/01 war die Oberliga die zweithöchste Liga. Der Meister der Oberliga Baden-Württemberg ermittelte in einer Aufstiegsrunde mit den Meistern der Oberliga Hessen und der Bayernliga einen Aufsteiger in die Frauen-Bundesliga. Seit der Einführung der Regionalliga Süd zur Saison 2000/01 wurde sie drittklassig und nach der Gründung der 2. Bundesliga und der 2007 erfolgten Wiedereinführung der Regionalliga Süd ist sie viertklassig.

## Vereine in der Saison 2025/26
In der Saison 2025/26 nehmen folgende Mannschaften teil:
- SV Hegnach (Absteiger aus der Regionalliga Süd)
- 1. FC Heidenheim
- FSV Waldebene Stuttgart Ost
- 1. FC Mühlhausen
- TSV Tettnang
- TSV Neuenstein
- Hegauer FV
- FC Freiburg-St. Georgen
- SV Gottenheim
- Karlsruher SC II (Aufsteiger Verbandsliga Baden)
- SG Gengenbach/Zell/Fischerbach (Aufsteiger Verbandsliga Südbaden)
- VfB Stuttgart II (Aufsteiger Verbandsliga Württemberg)

## Meister
Die folgenden Mannschaften wurden seit der Saison 1996/97 Meister in der Fußball-Oberliga Baden-Württemberg der Frauen:

### Liste der Meister
- 1997: SC Freiburg
- 1998: SC Freiburg
- 1999: TSV Crailsheim
- 2000: SC Freiburg
- 2001: Eintracht Seekirch
- 2002: SV Jungingen
- 2003: VfL Sindelfingen
- 2004: Karlsruher SC
- 2005: FV Löchgau
- 2006: FV Löchgau
- 2007: ASV Hagsfeld
- 2008: Eintracht Seekirch
- 2009: TSG 1899 Hoffenheim
- 2010: SC Freiburg II
- 2011: Hegauer FV
- 2012: TSG 1899 Hoffenheim II
- 2013: VfL Sindelfingen II
- 2014: TV Derendingen
- 2015: SC Sand II
- 2016: SC Freiburg II
- 2017: SV Alberweiler
- 2018: Hegauer FV
- 2019: VfB Obertürkheim
- 2020: Karlsruher SC
- 2021: keiner (wegen COVID-19-Pandemie)
- 2022: VfL Herrenberg
- 2023: TSV Neuenstein
- 2024: VfB Stuttgart
- 2025: VfL Herrenberg

### Rangliste
| Platz | Verein              | Titel | Jahre                                |
| ----- | ------------------- | ----- | ------------------------------------ |
| 1.    | SC Freiburg         | 5     | 1997, 1998, 2000, 2010 (a), 2016 (a) |
| 2.    | Karlsruher SC       | 2     | 2004, 2020                           |
| 2.    | FV Löchgau          | 2     | 2005, 2006                           |
| 2.    | Hegauer FV          | 2     | 2011, 2018                           |
| 2.    | VfL Herrenberg      | 2     | 2022, 2025                           |
| 2.    | TSG 1899 Hoffenheim | 2     | 2009, 2012 (a)                       |
| 2.    | Eintracht Seekirch  | 2     | 2001, 2008                           |
| 2.    | VfL Sindelfingen    | 2     | 2003, 2013 (a)                       |
| 9.    | SV Alberweiler      | 1     | 2017                                 |
| 9.    | TSV Crailsheim      | 1     | 1999                                 |
| 9.    | TV Derendingen      | 1     | 2014                                 |
| 9.    | SV Jungingen        | 1     | 2002                                 |
| 9.    | ASV Hagsfeld        | 1     | 2007                                 |
| 9.    | TSV Neuenstein      | 1     | 2023                                 |
| 9.    | VfB Obertürkheim    | 1     | 2019                                 |
| 9.    | SC Sand             | 1     | 2015 (a)                             |
| 9.    | VfB Stuttgart       | 1     | 2024                                 |